# Messier 44
Messier 44, M44 oder Praesepe (lateinisch für Krippe, im Englischen auch „Beehive“ für „Bienenkorb“) wird in der Astronomie ein Offener Sternhaufen genannt, der am abendlichen Winter- und Frühlingshimmel schon freiäugig als Nebelfleckchen zu sehen ist. Die himmlische Futterkrippe – eine Art Schimmer zwischen zwei Sternen im Sternbild Krebs – diente einst auch zur kurzfristigen Wetterprognose, weil sie bei Cirrus-Bewölkung unsichtbar wird.
Dieser Sternhaufen ist nach den Plejaden der zweithellste Sternhaufen des Messier-Katalogs und fällt an seiner Position auf, weil es im Krebs keine helleren Sterne als 4. Größenklasse gibt. Der Sternhaufen der relativ nahen Hyaden ist zwar noch heller, kann aber mit seinen scheinbar weit verteilten Sternen nicht unmittelbar als Sternhaufen erkannt werden.

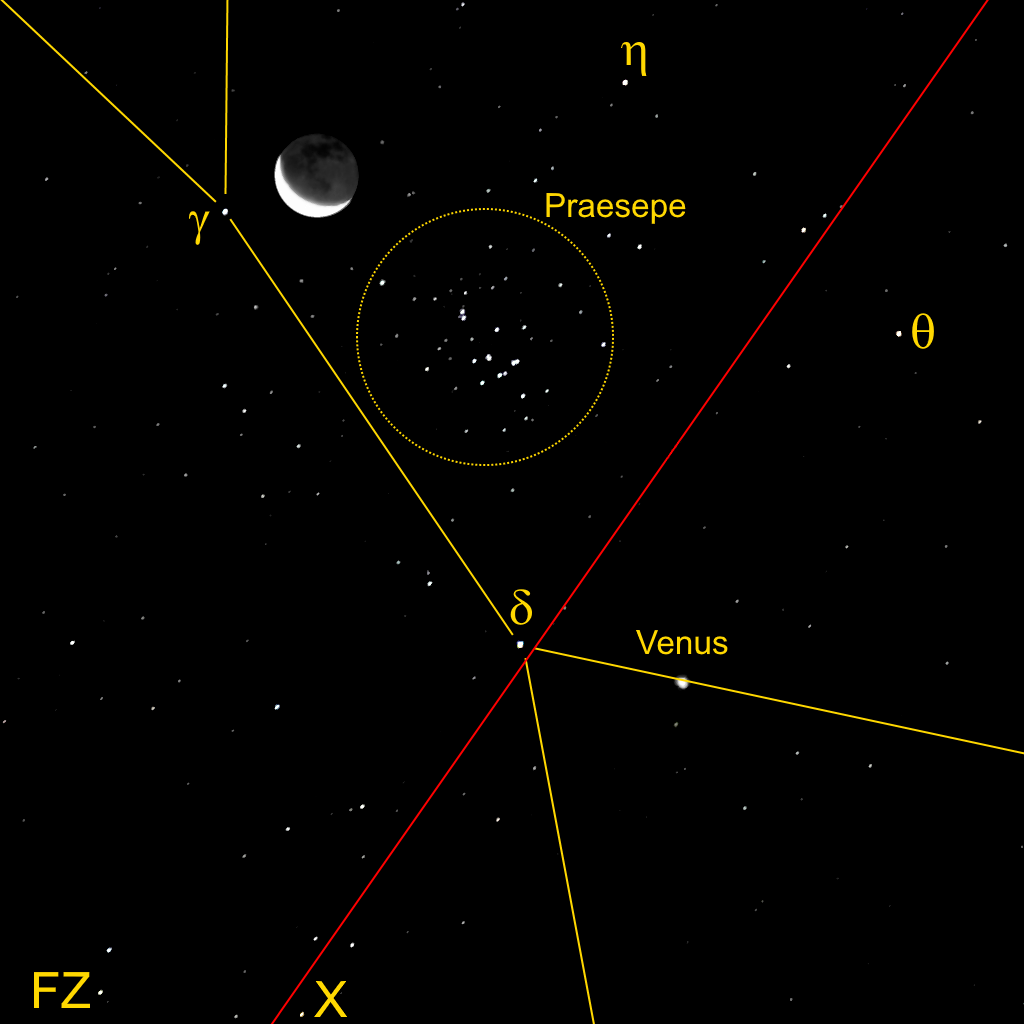
Der Sternhaufen Praesepe hat einen deutlich größeren scheinbaren Durchmesser als der Mond. Die Ekliptik verläuft entlang der roten Linie. Am 14. September 2020 standen Mond und Venus in Konjunktion bei Praesepe. Der abnehmende Mond (oben links) befand sich nördlich und die Venus (halb rechts unten) südlich der Ekliptik.

Praesepe liegt etwas westlich der gedachten Verbindungslinie der zwei Sterne γ Cancri und δ Cancri, die auch Asellus Borealis und Asellus Australis genannt werden (nördlicher und südlicher Esel), und dient den zwei Lasttieren der griechischen Mythologie als Futterkrippe.
Praesepe enthält über 300 Sterne in den Größenklassen zwischen 6 mag und 12 mag. Die Sterne sind physikalisch und dynamisch den Sternen der Hyaden sehr ähnlich, so dass ein gemeinsamer Ursprung beider Haufen nahe liegt. Beide enthalten Hauptreihensterne vom Spektraltyp A und kühler, wodurch das Alter auf etwa 600 Millionen Jahre geschätzt werden kann. Die Entfernung von Praesepe, die vom Weltraumteleskop Hipparcos auf 182 Parsec bestimmt wurde, ist etwas größer als der Abstand der Hyaden. Die massereichsten Sterne von Praesepe befinden sich im Zentrum des Haufens, der einen Durchmesser von etwa 11 Lichtjahren hat. Die insgesamt über 1000 Sterne, die gravitativ an den Haufen gebunden sind, besitzen eine Gesamtmasse von etwa 500 bis 600 Sonnenmassen.
Da Praesepe nur geringfügig nördlich der Ekliptik liegt, ziehen immer wieder der Mond und die Planeten nahe an diesem Haufen vorbei oder sogar durch ihn hindurch. Im Herbst des Jahres 2011 zog beispielsweise der Planet Mars durch den Haufen hindurch.

## Sterne (Auswahl)
| Name                    | F  | scheinbare Helligkeit | Spektral- klasse | Eigenbewegung (mas/a) Rektaszension | Eigenbewegung (mas/a) Deklination | Entfernung (Lj) |
| ----------------------- | -- | --------------------- | ---------------- | ----------------------------------- | --------------------------------- | --------------- |
| Epsilon Cancri (Meleph) | 41 | 6,29                  | A7m              | −36,3                               | −12,3                             | 615             |
| 39 Cancri               | 39 | 6,39                  | K0 III           | −35,6                               | −12,0                             | 615             |
| HD 73710                | -  | 6,39                  | G9 III-IIIb      | −36,2                               | −14,0                             | 605             |
| 35 Cancri               | 35 | 6,56                  | G0 III           | −34,6                               | −12,4                             | 630             |
| HD 73598                | -  | 6,60                  | G8 III-IIIb      | −35,1                               | −14,1                             | 590             |
| 40 Cancri               | 40 | 6,61                  | A1 V             | −35,3                               | −13,6                             | 625             |
| 38 Cancri (BT Cancri)   | 38 | 6,66                  | F0 III           | −36,9                               | −13,1                             | 605             |
| HD 73210                | -  | 6,75                  | A5 V             | −35,0                               | −12,8                             | 645             |
| HD 73712                | -  | 6,78                  | A9 V             | −38,9                               | −8,3                              | 645             |
| EP Cancri               | -  | 6,78                  | A6 Vn            | −36,0                               | −14,0                             | 615             |
| 42 Cancri               | 42 | 6,84                  | A9 III           | −36,2                               | −12,1                             | 615             |
| HD 73974                | -  | 6,92                  | G8 III-IIIb      | −36,9                               | −13,8                             | 600             |